# 無線従事者規則
無線従事者規則（むせんじゅうじしゃきそく、平成2年郵政省令第18号）は、電波法に基づき無線従事者および船舶局無線従事者証明について規定している総務省令である。

## 構成
2024年（令和6年）5月27日現在
- 第1章 総則（第1条・第2条）
- 第2章 国家試験
  - 第1節 試験の方法及び科目（第3条 - 第5条）
  - 第2節 試験の一部免除（第6条 - 第8条）
  - 第3節 試験の実施（第9条 - 第12条）
  - 第4節 学校等の認定（第13条 - 第19条）
- 第3章 養成課程の認定（第20条 - 第29条）
- 第3章の2 学校の卒業者に対する免許の要件等（第30条 - 第32条の5）
- 第4章 資格、業務経歴等による免許の要件等（第33条 - 第44条）
- 第5章 免許（第45条 - 第52条）
- 第6章 証明
  - 第1節 証明の手続（第53条 - 第60条）
  - 第2節 訓練の課程の認定（第61条 - 第69条）
- 第7章 主任講習（第70条 - 第75条）
- 第8章 指定講習機関（第76条 - 第84条）
- 第9章 指定試験機関（第85条 - 第96条）
- 附則

## 概要
用語説明
「養成課程」とは、法第41条第2項第2号に規定する無線従事者の養成課程をいう。（第2条2号）
- 無線従事者国家試験に合格せずともこの課程を修了することにより、無線従事者の免許を取得できる。
- 実施団体は、総合通信局長（沖縄総合通信事務所長を含む。以下同じ。）の認定を要するもので、認定施設者と呼ばれる。（第24条）

「長期型養成課程」とは、一年以上の教育課程で無線通信に関する科目を開設している学校等が総合通信局長の認定を受けて行う。（第20条）
「証明」とは、船舶局無線従事者証明をいう。（第2条第4号）
- 無線従事者が義務船舶局の業務に従事することができることの証明である。

「講習」とは、法第39条第7項に規定する「無線従事者講習」のことである。（第70条）
- 無線設備の操作を行う者を監督する主任無線従事者になるための講習のことで、関係者は後述の認定講習と混同しないように「主任講習」と呼ぶ。次の3種類がある。
  - 海上主任無線従事者
  - 航空主任無線従事者
  - 陸上主任無線従事者

「指定講習機関」とは、法第39条の2に規定する指定講習機関をいう。（第2条第5号）
- 総務大臣が指定した主任無線従事者講習を実施する機関のことである。

「指定試験機関」とは、法第46条に規定する指定試験機関をいう。（第2条第6号）
- 総務大臣が指定した無線従事者国家試験を実施する機関のことである。

「認定講習」とは、第4章に規定する資格と業務経歴を有する者が上級資格を取得するための講習で、主任無線従事者講習とは異なる。（第33条）
- 実施団体は、総務大臣の認定を要を要するもので、認定講習課程実施者と呼ばれる。（第37条）

「訓練の課程の認定」の訓練とは、船舶局無線従事者証明を得るためのもので、新規訓練と再訓練の2種類がある。（第61条）
「法」は電波法の略

## 国家試験
全23種別に対する国家試験について規定している。
- 次の資格は科目合格者に免除がある。（第6条）
  - 第一級・第二級・第三級総合無線通信士
  - 第一級・第二級・第三級・第四級海上無線通信士
  - 航空無線通信士
  - 第一級・第二級陸上無線技術士
- 科目免除認定校卒業による科目免除の対象となる資格は、総務省告示[2]に定められる。（第7条）
- 次の資格を有する者には一部資格の科目が免除される（業務経歴を要するものを含む。）。（第8条）
  - 第一級・第二級・第三級総合無線通信士
  - 第一級・第二級・第三級・第四級海上無線通信士
  - 航空特殊無線技士
  - 第一級・第二級陸上無線技術士
  - 電気通信主任技術者
  - 一部の工事担任者

## 養成課程
対象は、次の15種別（長期型は12種別）（第20条）
- 第三級・第四級海上無線通信士
- 航空無線通信士
- 第一級・第二級・第三級・レーダー級海上特殊無線技士
- 航空特殊無線技士
- 第一級・第二級・第三級・国内電信級陸上特殊無線技士
- 第二級・第三級・第四級アマチュア無線技士（長期型の対象ではない。）

## 学校の卒業者に対する免許の要件
対象は、次の5種別（第30条）
- 第二級・第三級海上特殊無線技士
- 第一級・第二級・第三級陸上特殊無線技士

## 資格、業務経歴等による免許の要件
対象は、次の8種別（認定講習を要する。）（第33条第1項）
- 第一級・第二級総合無線通信士
- 第一級・第二級・第三級・第四級海上無線通信士
- 第一級・第二級陸上無線技術士

別に総務省告示により資格と業務経歴により免許が与えられる資格がある。（第33条第2項）

## その他
- 認定施設者および第三級・第四級海上無線通信士の認定講習課程実施者の条件に非営利性は規定されておらず、株式会社であっても実施できる。
- 学校の卒業者に対する免許の申請には、科目履修証明書、履修内容証明書および卒業証明書の添付が要求されるが、学校の科目内容が予め総務大臣に確認されていれば履修内容証明書は不要であり、事実上、科目確認校でなければ適用されない。
- 船舶局無線従事者訓練課程は、国（総合通信局）も実施する。
- 免許証の様式は、別表第13号に規定されている。

## 沿革
1950年（昭和25年）
6月 -  無線従事者国家試験及び免許規則（昭和25年電波監理委員会規則第6号）として制定、当初の構成は次のとおり。
第1章 総則
第2章 試験
第3章 免許
附則
10月 - 昭和25年電波監理委員会規則第16号として全部改正
1952年（昭和27年）- 電波監理委員会廃止
- 電波法改正[4]により郵政省令となる。

1958年（昭和33年）- 昭和33年郵政省令第28号として全部改正、構成は次のとおり。
第1章 総則
第2章 試験
　第1節　試験の種別及び科目
　第2節　試験の免除
　第3節　試験の施行
第3章 免許
第4章 学校等の認定
附則
- 科目免除認定校卒業者に対し国家試験の科目免除が認められることとなった。

1965年（昭和40年）- 昭和40年郵政省令第31号による一部改正
- 第2章の2 無線従事者の養成課程が追加
  - 養成課程により免許が取得できることとなったが、認定施設者は非営利団体に限定された。

1975年（昭和50年）- 昭和49年郵政省令第24号による一部改正の施行
- 電信級・電話級アマチュア無線技士及び特殊無線技士の免許証の交付者が地方電波監理局長（現・総合通信局長）（沖縄縄郵政管理事務所長（現・沖縄総合通信事務所長）を含む。）となった。

1981年（昭和56年）- 昭和56年郵政省令第40号による一部改正
- 第3章の2 指定試験機関が追加
  - 国家試験の実施が民間へ開放された。

1983年（昭和58年）
- 昭和58年郵政省令第2号による一部改正
  - 無線従事者規則と改称され、第5章 証明が追加
    - 船舶局無線従事者が制度化
- 昭和58年郵政省令第38号による一部改正
  - 電信級・電話級アマチュア無線技士及び特殊無線技士の免許証がラミネート加工されたものになった。

1985年（昭和60年）- 昭和60年郵政省令第67号による一部改正
- 電気通信主任技術者、工事担任者と相互に国家試験の一部科目が免除されることとなった。

1986年（昭和61年）- 昭和61年郵政省令第30号による一部改正
- 第3章の3 講習の課程の認定が追加
  - 所定の資格と業務経歴を有する者が講習により上級資格を取得できることとなったが、認定講習課程実施者は非営利団体に限定された。

1990年（平成2年）- 平成2年郵政省令第18号として全部改正、構成は次のとおり。
第1章 総則
第2章 国家試験
　第1節 試験の方法及び科目
　第2節 試験の一部免除
　第3節 試験の実施
　第4節 学校等の認定
第3章 養成課程の認定
第4章 無線従事者資格の認定
第5章 免許
第6章 証明
　第1節 証明の手続
　第2節 訓練の課程の認定
第7章 主任講習
第8章 指定講習機関
第9章 指定試験機関
附則
- 主任無線従事者講習が追加された。

1996年（平成8年）- 平成7年郵政省令第75号による一部改正の施行
第4章 無線従事者資格の認定
が、
第3章の2 学校の卒業者に対する免許の要件等による認定講習
第4章 資格、業務経歴等による免許の要件等
となった。
- 長期型養成課程および学校卒業による免許の取得ならびに資格と業務経歴による上級免許の取得ができることとなった。

1998年（平成10年）- 平成10年郵政省令第10号号による一部改正
- 第10章 雑則が追加
  - 電子申請が制度化された。

2001年（平成13年）- 中央省庁再編で郵政省廃止、総務省設置
- 中央省庁等改革のための郵政省関係省令の整備に関する省令[5]第84条により総務省令となる。

2006年（平成18年）- 平成18年総務省令第97号による一部改正
- 科目免除認定校および科目確認校がインターネットにより公表されることとなった。

2009年（平成21年）- 平成21年総務省令第15号による一部改正
- 認定施設者の条件から非営利性が削除された。

2010年（平成22年）- 平成21年総務省令第103号による一部改正の施行
- 全ての免許証がプラスチックカードとなった。

2013年（平成25年）
- 平成24年総務省令第1号による一部改正の施行
  - 科目合格者・科目免除認定校卒業者に対する免除の内、非常事態による試験中止について特に告示する者については、三年を超えた次の試験にまで免除されることとなった。また、第三級・第四級海上無線通信士の認定講習課程実施者の条件から非営利性が削除された。
- 平成24年総務省令第56号による一部改正の施行
  - 養成課程・長期型養成課程・認定講習課程・主任無線従事者講習について従前のものを集中受講型とし、随時受講型（eラーニングによる講義）ができるものとなった。
  - 同時に改正された告示[6]により養成課程の電気通信術以外の修了試験を電子計算機その他の機器を使用する方法（CBT）によることができることとなった。
  - 養成課程・長期型養成課程・認定講習課程について認定されたものがインターネットにより公表されることとなった。

2018年（平成30年）- 平成30年総務省令第4号による改正
- 第10章 雑則が削除

2020年（令和2年）- 令和2年総務省令第116号による改正
- 無線従事者に無線設備の操作に関する知識及び技術の向上を図る努力義務が課されることとなった。

2022年（令和4年）- 令和4年総務省令第10号による改正
- 国家試験の電気通信術以外の試験をCBTによることができることとなった。

2023年（令和5年）- 令和5年総務省令第17号による改正
- 養成課程について集中受講型と随時受講型が併用できることとなった。